# آرمیدا
آرمیدا (اسپانیایی: Armida‎؛ ‏ ۲۹ مهٔ ۱۹۱۱ – ۲۳ اکتبر ۱۹۸۹) بازیگر، خواننده، رقص و هنرمند وودویل اهل مکزیک بود.
از فیلم‌هایی که وی در آن‌ها نقش داشته‌است، می‌توان به نمایش نمایش‌ها اشاره نمود.